# TUIフライ・ノルディック
TUIフライ・ノルディック（TUIfly Nordic）はスウェーデンのチャーター航空会社。以前はブリタニア・ノルディック（Britannia Nordic）という名称であったが2006年5月1日より現在の名前に改称された。主に北欧諸国から地中海沿岸やカナリア諸島、タイなどにリゾート路線を提供している。

## 歴史
TUIフライ・ノルディックの前身であるトランスウィード・エアウェイズのチャーター便運航部門として設立され、1996年にスウェーデンの旅行会社Fritidsresorによってチャーター部門が買収されたことでブルー・スカンジナビアと改称された。その後1999年にFritidsresorがイギリスのトムソングループに買収されたことでブルー・スカンジナビアはブリタニア・ノルディックとなった。
2000年にトムソン・グループがTUIグループに買収され、TUIのマーケティング戦略として2006年にトムソンフライ、2006年にTUIフライ・ノルディックとブランド名が一新され、機体の胴体部分には主にチャーター便運航を担当しているFritidsresorのロゴが記載されているものもある。

## 就航都市
- スウェーデン
  - ストックホルム
  - ヨーテボリ
  - マルメ
  - その他スウェーデン国内の都市
- ノルウェー
  - オスロ
  - ベルゲン
  - その他ノルウェー国内の都市
- フィンランド
  - ヘルシンキ
- イタリア
  - ローマ
  - カラブリア
  - シチリア
  - サルデーニャ
- スペイン
  - パルマ・デ・マヨルカ
  - テネリフェ
  - グラン・カナリア
  - ランサローテ
- ポルトガル
  - ファロ
  - フンシャル
- ギリシャ
  - ハニア
  - ロドス
  - サモス
- ブルガリア
  - ブルガス
- キプロス
  - ラルナカ
- トルコ
  - アンタルヤ
  - ボドルム
- エジプト
  - フルガダ
  - シャルム・エル・シェイク
- アラブ首長国連邦
  - ドバイ
  - アル・アイン
- モロッコ
  - アガディール
- カーボベルデ
  - サル
  - ボア・ヴィスタ
- モーリシャス
  - モーリシャス
- アメリカ合衆国
  - フォートローダーデール
- ドミニカ共和国
  - サマナ
- ベネズエラ
  - マルガリータ
- タイ
  - バンコク
  - プーケット
  - クラビ
  - スラー・ターニー
- モルディブ
  - マレ